# Kaiping
Kaiping (chinesisch 開平市 / 开平市, Pinyin Kāipíng Shì) ist eine kreisfreie Stadt in der südchinesischen Provinz Guangdong mit 748.777 Einwohnern (Stand: Zensus 2020) und einer Fläche von 1.659 km². Sie ist vornehmlich eine Industriestadt, ist innerhalb Chinas aber wegen hunderter sonderbarer befestigter Häuser bekannt und aus diesem Grund ein Touristenanziehungspunkt.

## Geographie
Kaiping liegt etwa 110 Kilometer südwestlich der Provinzhauptstadt Guangzhou am Übergang von der Ebene des Perlflusses in ein Hügelland. Westlich und südlich breiten sich somit weite Ebenen aus, nördlich und östlich Hügel und Hochebenen. Die Stadt befindet sich an den Ufern des Tan-Flusses (潭江), der die Stadt in West-Ost-Richtung durchfließt und in dieser Gegend eine Schwemmebene gebildet hat.
Das Klima ist subtropisch bis tropisch. Die durchschnittliche Januar-Temperatur beträgt 13 bis 14 °C, die durchschnittliche Juli-Temperatur 28 °C. Der jährliche Niederschlag beläuft sich auf 1822 mm. Im Sommer gibt es häufig Taifune und Starkregen, die trockenen Jahreszeiten sind Herbst und Winter.

## Geschichte

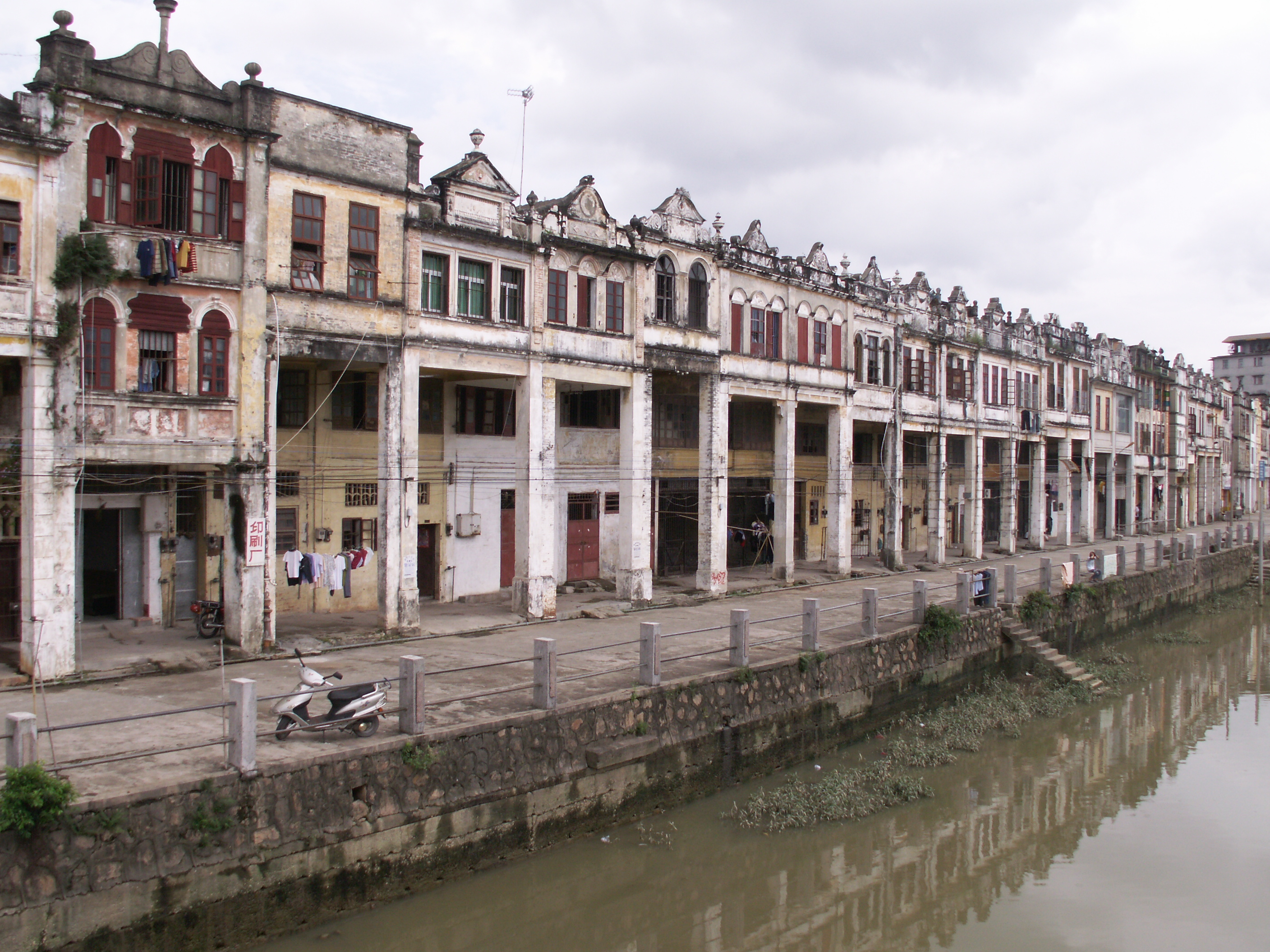
Straßenszene in Chikan, Kaiping

Kaiping wurde im Jahre 1649 zur Kleinstadt (縣 / 县) erhoben. Im Jahre 1993 wurden die drei Orte Changsha, Xinchang und Dihai zusammengelegt und daraus die Stadt (市) Kaiping gemacht. Dies hat der Stadt den Beinamen Klein-Wuhan eingebracht.
In den letzten beiden Jahrhunderten hat es massive Abwanderung aus Kaiping gegeben, was dazu geführt hat, dass etwa 750.000 Menschen weltweit, also mehr als die Bevölkerung des Bezirkes heute, Kaipinger Abstammung sind.

## Verwaltung
Die kreisfreie Stadt Kaiping gehört zur bezirksfreien Stadt Jiangmen. Benachbart sind Xinxing und Heshan im Norden, Enping im Westen, Taishan im Süden und Osten sowie Xinhui im äußersten Osten.
Die Stadt Kaiping setzt sich aus drei Straßenvierteln und 13 Großgemeinden zusammen:
- Straßenviertel Changsha (長沙街道 / 长沙街道);
- Straßenviertel Sanbu (三埠街道);
- Straßenviertel Shagang (沙岡街道 / 沙冈街道);
- Großgemeinde Yueshan (月山鎮 / 月山镇);
- Großgemeinde Shuikou (水口鎮 / 水口镇);
- Großgemeinde Chishui (赤水鎮 / 赤水镇);
- Großgemeinde Jinji (金雞鎮 / 金鸡镇);
- Großgemeinde Xiangang (蜆岡鎮 / 蚬冈镇);
- Großgemeinde Baihe (百合鎮 / 百合镇);
- Großgemeinde Chikan (赤崁鎮 / 赤坎镇);
- Großgemeinde Tangkou (塘口鎮 / 塘口镇);
- Großgemeinde Dasha (大沙鎮 / 大沙镇);
- Großgemeinde Magang (馬岡鎮 / 马冈镇);
- Großgemeinde Longsheng (龍勝鎮 / 龙胜镇);
- Großgemeinde Cangcheng (蒼城鎮 / 苍城镇);
- Großgemeinde Shatang (沙塘鎮 / 沙塘镇).

## Wirtschaft
Kaiping gehört zu den reicheren Städten der Region. Das BIP pro Kopf betrug im Jahr 2002 16.600 RMB.
Wirtschaftliche Bedeutung hat einerseits die Ausbeutung von Bodenschätzen wie Kohle, Kalifeldspat, Kaolin, Quarzstein und Quarzsand, Granit, Kalkstein, Tonerde Gold und Schiefer. Daneben werden in den Wäldern für die traditionelle chinesische Medizin bedeutsame Pflanzen wie Ephedra, Campher, Lilien und Heckenkirsche gewonnen.
In der Landwirtschaft ist der Anbau von Reis die wichtigste Tätigkeit. Daneben werden Erdnüsse, Zuckerrohr, Sojabohnen, Gemüse und Obst angebaut.
In puncto Industrie ist Kaiping über seine Grenzen hinaus für seine Hochbaufirmen bekannt. Neben dem Baugewerbe haben die Textilindustrie, Nahrungsmittelindustrie, Elektronik- und Chemieindustrie, Maschinenbau, die Erzeugung von Medikamenten sowie die Schuhherstellung Bedeutung.

## Wissenschaft
Das unterirdische Neutrinoobservatorium Jiangmen Underground Neutrino Observatory (JUNO) liegt bei Kaiping.

## Kultur

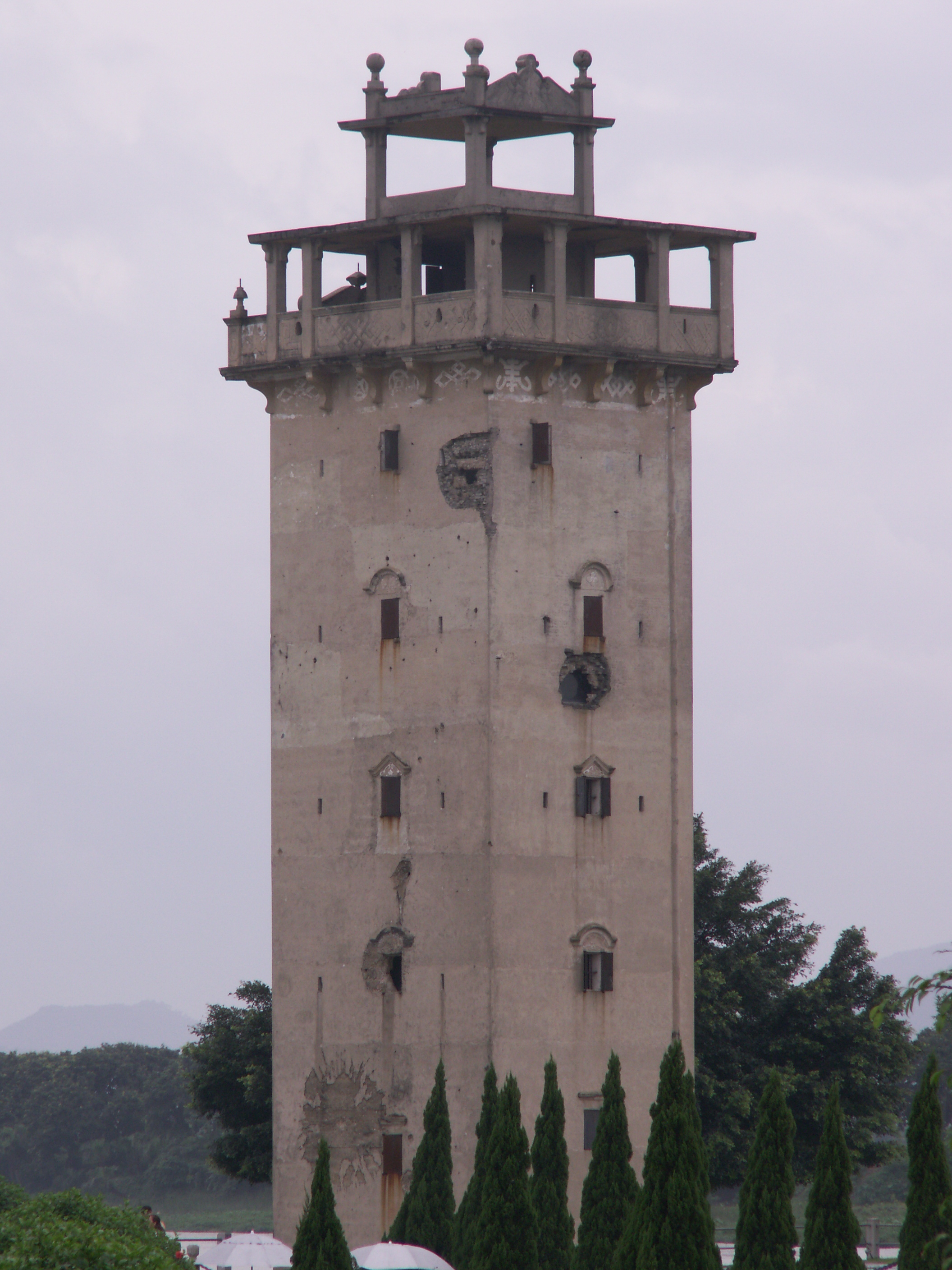
Ein Diaolou

Kaiping ist innerhalb Chinas für die architektonisch einzigartigen Diaolou (碉楼, diāolóu) bekannt. Diaolou sind befestigte, meist fünfgeschossige Häuser, die in den ländlichen Regionen sowohl als Wohnhäuser wie auch als Verteidigungsanlagen genutzt wurden. Die ältesten Diaolou wurden ab dem Ende des 19. Jahrhunderts als Reaktion auf die Kriegswirren rund um den Taiping-Aufstand errichtet.
Diese Häuser, von denen noch 1.833 Exemplare erhalten sind, kombinieren auf recht skurrile Art und Weise westliche und chinesische Architektur. Dies ist darauf zurückzuführen, dass Chinesen, die ihre Heimat vorübergehend verlassen hatten und mit dem im Ausland verdienten Geld in und um Kaiping später Häuser bauten, Stilelemente aus ihren Gastländern mitbrachten. So finden sich in vielen der Diaolou Barock- oder gar Jugendstil-Elemente oder auch Themen aus dem arabischen Kulturraum. Die Diaolou sind seit 2001 unter Denkmalschutz und stehen seit 2007 auf der UNESCO-Liste des Weltkulturerbe. Die Diaolou werden auch als Bestandteil der Lingnan-Kultur angesehen.

## Verkehr
Nördlich von Kaiping verläuft die Autobahn Guangzhou – Foshan – Kaiping – Yangjiang. Parallel dazu verläuft die Nationalstraße 325, welche die Stadt selbst quert. Es gibt keine Eisenbahnanbindung. Der Sanbu-Hafen (三埠港) erlaubt regelmäßigen Schiffsverkehr bis nach Hongkong und Macau. Für Reisende ist der Bus das wichtigste Transportmittel; Fernverkehrsbusse fahren bis in die Nachbarprovinzen. Eine Busfahrt in die Provinzhauptstadt Guangzhou dauert in etwa 2,5 Stunden.